# Kościół św. Bartłomieja w Kębłowie
Kościół św. Bartłomieja w Kębłowie – rzymskokatolicki kościół parafialny we wsi Kębłowo, w gminie Wolsztyn, w powiecie wolsztyńskim, w województwie wielkopolskim. Należy do dekanatu wolsztyńskiego. Mieści się przy ulicy Stradyńskiej.

## Historia i architektura
Obecna, murowana budowla została zbudowana w latach 1852–1857 w czasie urzędowania ks. Jana Kunze (1847–1871). Kamień węgielny został poświęcony w 1852 roku przez przeora z Obry O. Widawskiego - OMI, a świątynię poświęcił ks. dziekan Sulikowski w dniu 3 listopada 1857 roku. Kościół był w znacznym stopniu wykończony, tak że mógł zostać oddany wiernym i mogły być w nim sprawowane nabożeństwa. W dniu 11 września 1897 roku świątynia została konsekrowana przez biskupa Edwarda Likowskiego. W końcu XIX stulecia świątynia była już prawie ukończona, chociaż przez całe następne lata trwało jej wyposażanie. Jest to budowla masywna, bezstylowa, o powierzchni 700 metrów kwadratowych, nawa główna jest wysoka na 10,88 metrów, natomiast wieża na 34 metry. 

## Wyposażenie
W ołtarzu głównym mieści się obraz św. Bartłomieja namalowany na płótnie zapewne w 1857 roku przez nieznanego artystę. Dwa boczne ołtarze przy prezbiterium dedykowane są Maryi i św. Józefowi, w których umieszczone są rzeźby z II połowy XVIII stulecia. W połowie nawy głównej umieszczone są następne dwa ołtarze, z których jeden dedykowany jest św. Janowi Nepomucenowi, a drugi Matce Bożej Szkaplerznej. Obrazy świętych umieszczone w tych ołtarzach namalowane są na płótnie przez Leopolda Nowotnego. Obraz św. Jana Nepomucena zapewne z 1860 roku został ufundowany przez hrabiego Stanisława Broel - Platera. z Wroniaw, obraz Matki Bożej Szkaplerznej pochodzi zapewne z 1865 roku. Strop w nawie głównej ozdabiają malowidła z życia Maryi i Chrystusa namalowane przez nieznanego autora. W świątyni można również zobaczyć zabytkową neobarokową ambonę, fasadę organów o cechach klasycyzmu i baroku oraz wiele innych malowideł i płaskorzeźb.